# ازدواج همجنس در اسپانیا

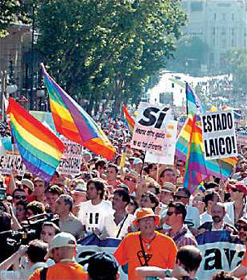
جشن همجنسگرایان برای قانونی شدن ازدواج همجنس گرایان

ازدواج همجنس در اسپانیا در سال ۲۰۰۵ قانونی شد. در سال ۲۰۰۴ حزب سوسیالیست اسپانیا به رهبری خوزه رودریگرز زاپاته رو دولت جدید را تشکیل داد. دولت جدید اقداماتی برای قانونی کردن ازدواج همجنس همراه با امکان گرفتن فرزندخوانده توسط زوج‌های همجنس را آغاز کرد. پس از بحث‌های فراوان، قانون ازدواج همجنس در مجلس ملی و سنای اسپانیا به تصویب رسید. این قانون در ۳ ژوئیه ۲۰۰۵ اجرایی شد.
در طی یک نظر سنجی ۶۵٪ مردم اسپانیا از این قانون حمایت کردند. با این وجود اولیای امور درکلیسای کاتولیک رومی با این قانون مخالفت کرده و آن را باعث تضعیف ارزش ازدواج دانستند. سایر گروه‌های مخالف موضوع پذیرش فرزند خوانده توسط زوج همجنس را مورد انتقاد قرار دادند. چندین تظاهرات علیه این قانون در سراسر اسپانیا برگزار شد. حزب محافظه کار اسپانیا (حزب مردم) این قانون را برای بررسی، در دادگاه قانون اساسی اسپانیا مطرح کرد.
حدود ۴۵۰۰ زوج همجنس در طول یک سال پس از تصویب این قانون ازدواج کردند.